# 持宝院 (鴻巣市)
持宝院（じほういん）は、埼玉県鴻巣市にある真言宗豊山派の寺院。

## 歴史
創建年代は不明である。ただ開山の円清が1643年（寛永20年）に寂していることから、それ以前に創建されたものと推測される。同市箕田の龍昌寺の末寺である。
1873年（明治6年）、住職不在だったことから、明治政府により廃寺処分となった。しかしその後も、地元住民たちの手によって、管理・維持されている。

## 交通アクセス
- 吹上駅より徒歩13分。